# Баладе о белом луку
Баладе о белом луку (кин: 天堂 蒜 薹 之 歌) је роман добитника Нобелове награде за књижевност Мо Јена за 2012. годину, објављен 1988. године.

## Радња
Смештен 1987. године у измишљено подручје Кине звано Тиантанг (област Рај),  роман говори о групи фармера које су лидери Кинеске комунистичке партије присилили да гаје бели лук. Након нетачног пољопривредног планирања, продаја белог лука пада и то доводи до тога да се сиромашни огорчени пољопривредници  побуне и нападну окружно седиште. Роман замењује поглавља смештена у периоду који претходи побуни и поглавља која говоре како су власти оштро реаговале на тај догађај заробљавањем и мучењем многих сељака.
Поред љубавне приче Гао Ма-а и Јињу-а, коју је породица последњег омела јер је девојчица већ била заручена за договорени брак, испричана је и прича о фармеру Гао Ианг-у, који је ухапшен као учесник нереда. Остали важни ликови у роману су Фанг Сисхен и Сисху (родитељи Џинџуа) са двоје деце и Зхонг Веимин и Јин Нанцхенг, двојица корумпираних и кратковидних службеника задужених за округ. Свако поглавље започиње „песмама од белог лука“ које је слепац Зханг Коу певао током нереда.

## Издање на српском језику
Роман Баладе о белом луку је издала издавачка кућа PortaLibris 2014. године, а на српски језик га је превела Соња Зидверц Лекић.